# My Favorite Things (песня)
My Favorite Things (с англ. — «Мои любимые вещи») — песня из мюзикла Ричарда Роджерса и Оскара Хаммерстайна II «Звуки музыки» (The Sound of Music, 1959).

## История исполнения
Песня впервые исполнена Мэри Мартин (дуэт Марии и матушки Эйбс) в первой постановке мюзикла «Звуки музыки» на Бродвее в 1959 году и Джулии Эндрюс в специальном рождественском выпуске Шоу Гарри Мура (1961) и в одноимённом фильме (1965).
В песне Мария перечисляет вещи, которые ей нравятся и помогают ей не думать о плохом.
В оригинальной постановке песня звучит в офисе Матушки Эйбс перед тем, как она отправляет Марию на службу няней к семерым детям в семью капитана фон Траппа.
Эрнест Летман, сценарист киноверсии мюзикла, использует эту песню в сцене, где Мария поет её с детьми во время сильной грозы, вместо песни «Одинокий пастух», исполняемой в оригинальной версии мюзикла. Многие последующие постановки тоже меняли местами эти номера.

## Известные исполнения

### Интерпретация Джона Колтрейна
Колтрейн создал развернутую, 13-минутную версию данной темы, исполненную на его одноименном альбоме 1961 года. Тема исполняется в тональности ми-минор, в размере 3\4, для импровизации Колтрейн использует аккорды ми-минор и ми-мажор. Данная тема сыграла значительную роль в его карьере, получив признание у публики.

### Прочие интерпретации
Песня часто появляется на альбомах с рождественской тематикой, благодаря зимним образам[уточнить]
- 1964: Jack Jones (альбом The Jack Jones Christmas Album)
- 1965: Eddie Fisher (альбом Mary Christmas)
- 1965: Diana Ross and The Supremes (альбом Merry Christmas)
- 1965: Andy Williams (альбом Merry Christmas)
- 1965: The Lennon Sisters (альбом Our Favorite Songs)
- 1966: Kenny Burrell (альбом Have Yourself a Soulful Little Christmas)
- 1967: Barbra Streisand (альбом A Christmas Album)
- 1968: Herb Alpert and the Tijuana Brass (альбом Christmas Album)
- 1968: Tony Bennett (альбом Snowfall: The Tony Bennett Christmas Album)
- 1969: Johnny Mathis (альбом Give Me Your Love for Christmas)
- 1970: Rick Wilkins and the Mutual Understanding (альбом Christmas with Rick Wilkins and the Mutual Understanding)
- 1981: Kenny Rogers (альбом Christmas)
- 1984: The Carpenters (альбом An Old-Fashioned Christmas)
- 1993: Lorrie Morgan (альбом Merry Christmas from London)
- 1994: The Whispers (альбом Christmas Moments Sampler)
- 1994: Al Jarreau (альбом Tenderness, совместно с Kethleen Battle)
- 1995: Johnny Hartman (альбом For Trane)
- 1995: Luther Vandross (альбом This Is Christmas)
- 1995: Russ Freeman (альбом Holiday)
- 1997: SWV (альбом A Special Christmas)
- 2002: Barry Manilow (альбом A Christmas Gift of Love)
- 2002: Anita Baker (альбом Christmas Fantasy)
- 2004: Dionne Warwick (альбом My Favorite Time of Year)
- 2004: Mike Stern (альбом A Guitar Supreme — Giant Steps In Fusion Guitar)
- 2005: The Brian Setzer Orchestra (альбом Dig That Crazy Christmas)
- 2005: Kenny G (альбом The Greatest Holiday Classics)
- 2005: Rod Stewart (альбом Sounds of the Season: The NBC Holiday Collection)
- 2007: Yolanda Adams (альбом What a Wonderful Time)
- 2007: Connie Talbot (альбом Over the Rainbow)
- 2008: Tony Bennett (альбом A Swingin' Christmas (Featuring The Count Basie Big Band)
- 2009: Family Force 5 (альбом Family Force 5 Christmas Pageant)
- 2010: Youn Sun Nah (альбом Same girl)
- 2011: Deana Martin (альбом White Christmas)
- 2011: Carole King (альбом A Holiday Carole)
- 2011: Chicago (альбом Chicago XXXIII: O Christmas Three)
- 2012: Avila (сингл «Curtains»)
- 2013: Kelly Clarkson (альбом Wrapped in Red)
- 2013: Jim Brickman (альбом The Magic of Christmas)
- 2013: Mary J. Blige (альбом A Mary Christmas)
- 2018: Laibach. Альбом The Sound Of Music.
- 2019: Ариана Гранде (сингл 7 Rings, альбом thank u, next)

## Дополнительная информация
- Песня заканчивается заимствованной строчкой из песни Лоренца Харта «Рад, что я несчастен», песни о неразделенной любви. Используя те же ноты на словах «so glad», Роджерс приводит «Мои любимые вещи» к такой же концовке на слабую долю «Я так несчастен, но так рад»[стиль].
- Песня заняла 64 место в списке 100 лучших песен из американских фильмов по версии Американского института киноискусства (AFI) из цикла AFI 100 Years[источник не указан 3442 дня].
- Строчку «Paper packages tied up with strings. These are a few of my favorite things» в одном из эпизодов напевает Лиланд Гонт, персонаж Макса фон Сюдова, в одноимённой экранизации Стивена Кинга «Needful Things» 1993 года.
- Упоминается в манге «Дети на Холме»